# One Piece (televisieserie uit 2023)
One Piece is een Amerikaans-Brits-Japanse televisieserie uit 2023, gebaseerd op de mangaserie met diezelfde naam. Het eerste seizoen ging op 31 augustus 2023 in première op Netflix.

## Verhaal

### Seizoen 1
Wanneer piratenkoning Gold Roger wordt terechtgesteld, onthult hij met zijn laatste woorden dat hij ergens een schat heeft verborgen die alle andere zal doen verbleken, de One Piece. Als gevolg hiervan begint iedere zelfrespecterende piraat de wereld af te schuimen op zoek naar deze nalatenschap. Meer dan twintig jaar later besluit ook Monkey D. Luffy op zoek te gaan naar de One Piece en daarmee koning van de piraten te worden. Hij moet alleen nog wel aan een schip, een bemanning en een schatkaart zien te komen.
Sinds Luffy als kind per ongeluk een stuk duivelsfruit heeft gegeten, gedraagt zijn hele lichaam zich als rubber. Dit betekent dat hij al zijn lichaamsdelen enorm ver kan uitstrekken, ze als katapult kan gebruiken en dat hij amper pijn voelt als gevolg van fysiek geweld. Daarbij is hij erg sterk en in staat om zich tijdens gevechten zo te bewegen als een slingeraap. Dit komt hem allemaal goed van pas in zijn bestaan als piraat. Wanneer Luffy een marinebasis binnensluipt op zoek naar een schatkaart, krijgt hij hulp van dievegge Nami, die hetzelfde plan had opgevat. Op de marinebasis bevrijdt hij ook zwaardvechter Roronoa Zoro. Hierin vindt Luffy zijn eerste twee bemanningsgenoten. Nadat hij met hen op pad gaat, treft hij er in scherpschutter Usopp en kok Sanji nog twee. Als dank voor zijn hulp schenkt Kaya hun bovendien een schip. Samen nemen ze het - als de Strohoedpiraten - op tegen zowel de marine als verschillende andere piraten, die op hun beurt ieder weer hun eigen bovenmenselijke talenten bezitten. Luffy's vriend Koby wil daarentegen marinier worden, waardoor ze tegenover elkaar komen te staan.

## Rolverdeling
| Acteur        | Personage       |
| ------------- | --------------- |
| Iñaki Godoy   | Monkey D. Luffy |
| Emily Rudd    | Nami            |
| Mackenyu      | Roronoa Zoro    |
| Jacob Gibson  | Usopp           |
| Taz Skylar    | Sanji           |
| Vincent Regan | Monkey D. Garp  |
| Jeff Ward     | Buggy the Clown |
| Morgan Davies | Koby            |
| Peter Gadiot  | Shanks          |